# KNVB beker 2007-2008
La KNVB beker 2007-2008 cominciò il 25 agosto 2007 e terminò il 27 aprile 2008. Fu la 90ª edizione della competizione.

## 1º turno
Parteciparono a questo turno (giocato tra il 25 e il 26 agosto 2007) solo formazioni amatoriali. Il Türkiyemspor fu espulsa per inadempienza finanziarie dalla competizione.
| Squadra 1       | Risultato       | Squadra 2        |
| --------------- | --------------- | ---------------- |
| DHC Delft       | 1 - 6           | DOTO             |
| Barendrecht     | 0 - 2           | AFC              |
| VV Nunspeet     | 0 - 1           | UNA              |
| ASWH            | 1 - 1 (4-3 dcr) | WKE              |
| Quick Boys      | 4 - 1           | Sneek            |
| Bennekom        | 8 - 0           | De Meteoor       |
| Spakenburg      | 2 - 0           | HSC '21          |
| RKVV Roosendaal | 2 - 1           | Harkemase Boys   |
| Elinkwijk       | 2 - 1           | Sparta Nijkerk   |
| EVV             | 4 - 0           | VV Rijsoord      |
| BVV             | 0 - 3           | Lisse            |
| SV Babberich    | 1 - 2           | HHC Hardenberg   |
| Argon           | 3 - 0           | Noordwijk        |
| WSV Apeldoorn   | 2 - 3           | ONS Sneek        |
| Deurne          | 1 - 0           | Flevo Boys       |
| VV WHC          | 3 - 1           | RKSV Schijndel   |
| Be Quick 1887   | 3 - 2           | Rijnsburgse Boys |
| De Treffers     | 2 - 0           | ACV Assen        |
| ADO '20         | 0 - 3           | IJsselmeervogels |
| Baronie         | 0 - 1           | Be Quick '28     |
| Gemert          | 1 - 4           | Kozakken Boys    |
| SV Meerssen     | 1 - 0           | Excelsior '31    |
| Groene Ster     | 2 - 0           | JVC Cuijk        |

## 2º turno
In questo turno (giocato tra il 25 e il 27 settembre 2007) entrarono i team di prima e seconda divisione, 2 formazioni giovanili e una formazione dilettantistica extra.
| Squadra 1        | Risultato       | Squadra 2        |
| ---------------- | --------------- | ---------------- |
| Be Quick 1887    | 1 - 8           | Omniworld        |
| EVV              | 1 - 3           | MVV              |
| Eindhoven        | 4 - 2           | Vitesse          |
| Fortuna Sittard  | 3 - 1           | Emmen            |
| Helmond Sport    | 0 - 1           | Go Ahead Eagles  |
| RKC Waalwijk     | 4 - 3           | RBC Roosendaal   |
| Spakenburg       | 0 - 2           | Roda JC          |
| TOP Oss          | 1 - 2           | Veendam          |
| VV WHC           | 0 - 2           | Dordrecht        |
| Lisse            | 4 - 4 (2-3 dcr) | AGOVV            |
| Haarlem          | 1 - 1 (4-3 dcr) | Willem II        |
| Volendam         | 3 - 3 (2-4 dcr) | Sparta Rotterdam |
| Groene Ster      | 1 - 0           | DOTO             |
| RKVV Roosendaal  | 1 - 3           | Quick Boys       |
| Argon            | 0 - 3           | Heerenveen       |
| Be Quick '28     | 0 - 0 (3-4 dcr) | ADO Den Haag     |
| De Treffers      | 2 - 0           | ASWH             |
| Excelsior        | 3 - 2           | VVV-Venlo        |
| IJsselmeervogels | 1 - 8           | Groningen        |
| Jong Heerenveen  | -               | PSV              |
| Jong Stormvogels | 1 - 2           | NAC Breda        |
| Kozakken Boys    | 1 - 2 (dts)     | Ajax             |
| ONS Sneek        | 2 - 2 (3-4 dcr) | Zwolle           |
| UNA              | 1 - 0           | Bennekom         |
| Feyenoord        | 3 - 0           | Utrecht          |
| HHC Hardenberg   | 5 - 2 (dts)     | VVSB             |
| AFC              | 0 - 4           | Den Bosch        |
| Elinkwijk        | 1 - 5           | De Graafschap    |
| Deurne           | 3 - 0           | SV Meerssen      |
| Cambuur          | 1 - 0           | AZ Alkmaar       |
| Stormvogels      | 1 - 2           | Heracles Almelo  |
| Twente           | 1 - 2 (dts)     | N.E.C.           |

## 3º turno
Giocato tra il 30 ottobre ed il 1º novembre 2007.
| Squadra 1        | Risultato   | Squadra 2       |
| ---------------- | ----------- | --------------- |
| Heracles Almelo  | 3 - 0       | Omniworld       |
| MVV              | 1 - 3       | Dordrecht       |
| HHC Hardenberg   | 0 - 1       | AGOVV           |
| Fortuna Sittard  | 1 - 3       | Den Bosch       |
| Zwolle           | 1 - 0       | Go Ahead Eagles |
| Cambuur          | 1 - 2       | Excelsior       |
| Eindhoven        | 1 - 3 (dts) | Haarlem         |
| Roda JC          | 3 - 2 (dts) | De Graafschap   |
| De Treffers      | 1 - 5       | N.E.C.          |
| Deurne           | 2 - 0       | UNA             |
| Groene Ster      | 1 - 2       | Quick Boys      |
| RKC Waalwijk     | 4 - 0       | Veendam         |
| Sparta Rotterdam | 2 - 3       | NAC Breda       |
| Ajax             | 3 - 1       | Heerenveen      |
| ADO Den Haag     | 1 - 3       | Heerenveen      |
| Feyenoord        | 3 - 1       | Groningen       |

## Ottavi
Giocati tra il 15 e il 16 gennaio 2008.
| Squadra 1       | Risultato       | Squadra 2  |
| --------------- | --------------- | ---------- |
| RKC Waalwijk    | 1 - 1 (4-5 dcr) | Haarlem    |
| Deurne          | 0 - 4           | Feyenoord  |
| Dordrecht       | 4 - 3 (dts)     | AGOVV      |
| Roda JC         | 3 - 0           | Excelsior  |
| N.E.C.          | 0 - 2           | Zwolle     |
| NAC Breda       | 4 - 2           | Ajax       |
| Heracles Almelo | 1 - 0           | Den Bosch  |
| Quick Boys      | 1 - 1 (3-1 dcr) | Heerenveen |

## Quarti di finale
Giocati tra il 26 e il 28 febbraio 2008.
| Squadra 1  | Risultato | Squadra 2       |
| ---------- | --------- | --------------- |
| Haarlem    | 1 - 5     | Heracles Almelo |
| Dordrecht  | 1 - 3     | Roda JC         |
| Quick Boys | 0 - 3     | NAC Breda       |
| Feyenoord  | 2 - 1     | Zwolle          |

## Semifinali
| Squadra 1       | Risultato       | Squadra 2 |
| --------------- | --------------- | --------- |
| Feyenoord       | 2 - 0           | NAC Breda |
| Heracles Almelo | 2 - 2 (3-5 dcr) | Roda JC   |

| Arbitro: | Pieter Vink |

|                       |           |  |
| Mols 54’ Landzaat 75’ | Marcatori |  |

| Arbitro: | Ben Haverkort |

|                                   |                      |                                     |
| García 17’ Van den Bergh 80’      | Marcatori            | 18’ Meeuwis 55’ Janssen             |
| Lakić Maas Schilder Van den Bergh | Tiri di rigore 3 – 5 | Meeuwis Lamah De Fauw Janssen Cissé |

## Finale
| Squadra 1 | Risultato | Squadra 2 |
| --------- | --------- | --------- |
| Feyenoord | 2 - 0     | Roda JC   |

| Arbitro: | Jack van Hulten |

|                           |           |  |
| Landzaat 8’ De Guzmán 36’ | Marcatori |  |